# Mastacides stuartensis
Mastacides stuartensis är en insektsart som beskrevs av Bolívar, C. 1930. Mastacides stuartensis ingår i släktet Mastacides och familjen Mastacideidae. Inga underarter finns listade i Catalogue of Life.